# Costi Ioniță
Costi Ioniţă (Constança, Romênia - 14 de janeiro de 1978) é um cantor, compositor e produtor romeno, considerado um dos mais famosos vocalistas de música tradicional romena do gênero manele.

## Biografia
Costi começou sua carreira como cantor de música tradicional romena, no entanto conquistou certa fama como membro da boy band pop Valahia, lançando vários hits. Em 1999 iniciou testes com o manele, um gênero musical misto dos Balcãs, e em 2000 participou com o aclamado cantor romeno de manele Adrian Minune em "Of, Viaţa Mea" ("Oh, Minha Vida"), um dos primeiros sucessos do gênero na Romênia. Após o fim do Valahia em 2002 Ioniţă dá início a sua carreira solo com ênfase no manele. Neste período colaborou com vários cantores famosos do estilo. 
Seu sucesso é considerado incomum, já que ele é um dos poucos romenos que atuam em um gênero geralmente visto como cigano. Também, ao contrário de seus equivalentes na música romani, Costi Ioniţă não usa um apelido. Apesar de seu sucesso com o manele, ele também trabalhou outras nuances musicais como o rock, dança e ópera, de maneira a evitar ser identificado com o manele ou estar intimamente ligado à cultura cigana.
Já no final da década de 2000 Costi Ioniţă ampliou seu trabalho pelos Balcãs e Oriente Médio, acançando sucesso na Turquia e na Arábia Saudita com a canção "Ca La Amsterdam" ("Como Em Amsterdã"), música incluída em numa compilação lançada em 2010 pelo Café del Mar. Também lançou diversos sucessos na Bulgária em parceria com cantores locais.
Desde 2008 Ioniţă trabalha como produtor e compositor da girl band de pop-rock Blaxy Girls. Em 2009 ele alcançou as finais da seleção romena para o Festival Eurovisão da Canção com três músicas de sua composição, sendo uma interpretada por ele mesmo, outra pela Blaxy Girls e a terceira pelo grupo IMBA.
Em julho de 2007 lançou um canal musical, o "Party TV", e em outubro do mesmo ano sua empresa recebeu a licença para a criação de outros dois canais de música, sendo um deles o "Mynele TV", dedicado à divulgação do manele.
Fez parte do grupo Sahara com a cantora búlgara Andrea, lançando diversos sucessos com as participações de Bob Sinclar e Shaggy e um outro com Mario Winans. 
Em 2011 participou do single "Idemo Na Sve" da cantora sérvia Ana Kokić, e no final do mesmo ano Costi compôs e produziu a canção “Zaleilah”, gravada então pelo grupo romeno Mandinga que após vencer as eliminatórias nacionais, garante participação no Festival Eurovisão da Canção 2012. Após a apresentação da semifinal em 22 de maio de 2012 o grupo conquista vaga para a final do evento com a canção de Costi.
Em 2012 Costi participou do album do "Love 2 Party" Com Mohombi e Celia.
Em 2014 Costi participou do Single "I Need Your Love" Com Mohombi, Shaggy, Faydee.
Em 2015 Costi participou do Single do "Te Quiero Mas" Com Mohombi, Shaggy, Don Omar, Faydee, Farruko.